# Te slăvim, Românie!
Te slăvim, Românie! (Nós te glorificamos, Romênia! em romeno) foi o hino nacional da República Popular Romena entre 1953 e 1977. A letra foi escrita por Eugen Frunză e Dan Deşliu, e a música composta por Matei Socor. O hino sublinhava a "amizade" com a União Soviética e a ideologia leninista.

## Letra
Te slăvim, Românie, pământ părintesc
Mândre plaiuri sub cerul tău paşnic rodesc
E zdrobit al trecutului jug blestemat
Nu zadarnic, străbunii eroi au luptat
Astăzi noi împlinim visul lor minunat.
Puternică, liberă,
Pe soartă stăpână
Trăiască Republica
Populară Română
Înfrăţit fi-va veşnic al nostru popor
Cu poporul sovietic eliberator.
Leninismul ni-e far şi tărie si avânt
Noi urmăm cu credinţă Partidul ne-nfrânt,
Făurim socialismul pe-al ţării pământ.
Puternică, liberă,
Pe soartă stăpână
Trăiască Republica
Populară Română
Noi uzine clădim, rodul holdei sporim
Vrem în pace cu orice popor să trăim
Dar duşmanii de-ar fi să ne calce în prag
Îi vom frânge în numele a tot ce ni-e drag
Înălţa-vom spre glorie al patriei steag
Puternică, liberă,
Pe soartă stăpână
Trăiască Republica
Populară Română

### Tradução para o português
Nós te glorificamos, Romênia, nossa pátria
Terras orgulhosas sob teu pacífico céu encontram-se
O amaldiçoado jugo do passado foi esmagado
Não foi em vão que nossos heróis lutaram
Hoje nós cumprimos seu grande sonho.
Poderosa, livre,
Dona de seu destino
Viva a República
Popular Romena
Que tenhas uma relação fraterna o nosso povo
Com o libertador povo soviético.
Que o leninismo sirva de guia, força e dinamismo
E seguindo com fé nosso invencível Partido,
Estamos construindo o socialismo pelas terras do nosso país.
Poderosa, livre,
Dona de seu destino
Viva a República
Popular Romena
Nós estamos construindo fábricas, colhendo mais do solo
Queremos viver em paz com todos os povos
Mas se os inimigos vierem nos atacar
Vamos derrotá-los em nome de tudo o que amamos
E nos levantaremos para glorificar a bandeira da pátria
Poderosa, livre,
Dona de seu destino
Viva a República
Popular Romena